# Formacija iz potoka Bluewatera
Formacija iz potoka Bluewatera (eng. Bluewater Creek Formation) je geološka formacija u Novom Meksiku. U njoj su sačuvane okamine iz razdoblja trijasa.

## Dodatno
- Popis stratigrafskih jedinica u Novom Meksiku koje sadrže fosile
- Paleontologija u Novom Meksiku